# 한승헌
한승헌(韓勝憲, 1934년 9월 29일~2022년 4월 20일)은 군사정권에서 인권 변호사로 활동했던 법조인이다. 민족문학작가회의 회원이다.

## 생애
1934년 전라북도 진안군에서 태어나 전주고등학교와 전북대학교 정치학과를 나왔다. 법학과가 마음에 들지 않아 정치학과에 진학하였지만 법학을 공부하여 1957년 제8회 고등고시 사법과에 합격하여 법무부 검찰국과 부산지검, 서울지검 검사를 하다가 1965년 변호사를 개업했다. 박형규 목사 등 유신 반대 피고인을 변호하다 기독교 신앙을 가지게 되었다는 사실을 2017년 6월 16일 CBS초대석 라디오 프로그램에 출연하여 밝혔다. 1995년에 전북대학교에서 법학 명예박사를 받았다.
변호사 개업한 이후 잠시 작가들의 변호를 맡다가 작가 남정현이 쓴 ‘분지’라는 소설에 대해 ‘반미용공’이라고 하면서 작가가 구속되면서 변론을 맡아 본격적으로 시국 사건 변호사를 맡는 인권 변호사로 영역을 넓힌 한승헌은 박정희 정권 시절 동백림 사건, 김지하 시인의 ‘오적’ 필화 사건,  민청학련 사건, 통일혁명당 사건 등을 변론하는 등 박정희, 전두환 군사정권 시기에 정치적 민주화를 요구하다 구속된 양심수들을 변론하였으며 이 과정에서 두 차례 구속되었다. 특히 1975년에는 이후 재심에서 무죄가 밝혀진 유럽 간첩단 사건으로 사형된 김규남 의원을 애도하는 수필 〈어느 사형수의 죽음 앞에서 - 어떤 조사(弔辭)〉를 1972년 《여성동아》에 발표하고 자신의 저서에 수록하면서 1975년에 "김규남 의원을 옹호해 반국가단체인 북한의 선전활동에 동조하고 고무 찬양해 반국가단체를 이롭게 했다"며 반공법 위반으로 구속되는 필화 사건을 겪으며 당시 129명의 변호인단이 변론에 나서 화제가 된 가운데 열린 재판에서 한승헌은 "사형 집행에 대한 부정적 견해를 쓴 것"이라고 주장했지만,  1심에서 징역 1년 6개월이 선고됐으며 2심에서 징역 1년 6개월 집행유예 3년이 되면서 선고되었다.구속된 이후 집행유예로 석방될 때까지 292일간 구치소에 수감되는 등 8년 5개월간 변호사 자격을 박탈당했다. 이 사건은 2015년 김규남 의원이 유럽 간첩단 사건 재심에서  무죄 판결을 받으면서 한승헌도 재심을 청구하여 2017년 6월 22일 서울중앙지방법원 형사항소9부(재판장 이헌숙 부장판사)는 "위법한 수사에 의한 증거능력이 없는 증거를 제외하고 봤을 때 이 사건 수필이 반국가단체에 이익이 된다고 보기 어렵고, 피고인이 수필을 쓰면서 반국가단체에 이익이 있다고 인식하고 있었다고 보기도 어렵다"면서 원심 판결을 파기하고 무죄를 선고했으며 이에 대해 한승헌은 "기쁨보다는 착잡함이 더 크다 아직도 저처럼 정치탄압의 대상으로 억울하게 옥고를 치른 분들이 많은데 앞으로 어떤 독재 권력도 자기의 정치적 이익을 위해 국민의 생명을 빼앗아서는 안 된다"고 말하면서 사법부에 대해서 "권력자에 의한 사법농단이 절대 일어나서는 안 된다"고 했다. 이후 부인과 함께 국가를 상대로 손해배상 청구소송을 제기하였고 서울고등법원(2018나2050575) 민사15부(재판장 이동근 부장판사)는 "중앙정보부 수사관들은 불법으로 가두고 잠을 재우지 않는 등 가혹행위를 했다"며 "보편적 자유와 기본적 인권을 조직적으로 침해한 것으로, 민주주의 법치국가에서 결코 일어나서는 안 되는 일"이라고 하면서 "40여년간 억울한 누명을 쓰는 사회적 불이익과 정신적 고통을 받았다"며 "1983년 사면 받은 이후에도 가족들은 지속적인 감시와 견제를 받았을 것으로 보인다"면서  "국가는 3억5000여만원을 배상하라"고 원고 일부승소 판결했다,
민족문학작가회의 회원인 한승헌은 1990년 5월 11일부터 17일까지 서울 그림마당민에서 개최한‘작가회의 발전을 위한 서화·도예전’에 출품했다.
저작권심의조정위원회 출판분과위원이던 1992년에「책과 인생」 7월호에 발표한 <포스트모더니즘과 저작권>이란 글을 통해 "문학.예술의 신사조에 대한 자신의 몰이해가 한탄스럽다"면서 "남의 글을 드러나지 않게 `차용`하는 것은 문학상의 무슨 기법이나 핑계로서도 허용되지 않는 저작권침해"라고 주장했다.
<즐거운 사라> 작가인 연세대 교수 마광수와 출판했던 도서출판 청하대표 장석조가 구속되자 '문학작품 표현자유 침해와 출판탄압 공동대책위원회`를 결성하면서 항의성명서를 발표하고 공청회에서 주제발표를 하였다.
1990년에 앞서 전두환 정부에서 군 정보기관인 보안사의 민간인 사찰 대상자가 밝혀지면서 NCC 인권위원이던 한승헌을 사찰한 것으로 드러났는데 문민정부 출범한 이후에도 경찰이 민간인 사찰한 것으로 드러났다.
검찰의 구형 다음 날 구형량 그대로 선고가 이루어지는 군법회의에 대해 한승헌은 "대한민국의 '정찰제는 백화점의 상(商) 관행이 아닌 군법회의 판결에서 최초로 확립되었다"고 말했다.
다수의 시집을 발표했던 한승헌에 대해 문학평론가 임헌영은  한승헌의 시에 대해 "전통적인 서정시와 난해한 모더니즘의 전성기에 형성되었으면서도 어느 유파에도 속하지 않는 독창성을 돋보이게 했다."고 하면서 "역사와 민중으로 다가서기 위한 정서적인 자기 내성이자 다짐이며 투지의 단련 과정이었다."라고 평했다.
김대중 후보가 대통령에 당선되면서 사상 최초로 평화적인 정권교체가 이루어진 1998년에 제12대 감사원장을 지냈다. 감사원장에 취임하면서 1998년 4월 24일에 신고한 재산이 828,175,000원이었다.
2004년 3월 12일 노무현 대통령이 국회에서 탄핵 소추안이 통과되자 노무현 대통령 탄핵 소추 변호를 맡았다.
2019년 1월 28일에 KBS 제1라디오 프로그램인 정관용의 지금, 이 사람에 출연하여 대법원장에 대해 "사법농단 방관말고 수습에 적극 나서야 한다"고 하면서 사법부 독립과 법치주의 등에 대한 견해를 밝혔다.

## 경력
- 1957년~부산지방검찰청 검사
- 1957년~서울지방검찰청 검사
- 1957년~법무부 검찰국 검사
- 1976년 제1대 한국저작권법연구소 소장
- 1988년 한겨레신문 창간위원장
- 1990년 저작권심의조정위원회 위원
- 1993년 동학농민혁명백주년 기념사업 재경추진위원회 추진위원
- 1995년 연세대학교 법무대학원 교수
- 1995년 저작권심의조정위원회 위원
- 1998년~1999년 제17대 감사원장
- 1999년 법무법인 광장 고문 변호사
- 2002년~2004년 제3대 사회복지공동모금회 회장
- 2005년 사법제도개혁추진위원회 위원장
- 2007년~전북대학교 기초교양교육원 석좌교수
- 2007년 4월~가천대학교 법과대학 법학과 석좌교수
- 2012년 3월~서울특별시 시정고문단 대표
- 2017년 5월 통합정부추진위원회 자문위원단 단장

## 저서
- 1961년 시집 《인간귀향》
- 1967년 시집 《노숙》
- 1972년 5월 《한국의 정치재판》(sinauer)
- 1972년 5월 《법과 인간의 항변》(범우사)
- 1983년 3월 《법과 인간의 항변》(범우사)
- 1983년 7월 《내릴 수 없는 깃발을 위하여》(삼민사)
- 1985년 6월 《허상과 진실》(삼민사)
- 1985년 12월 《역사발전과 민주문화의 좌표》(문학예술사)
- 1986년 6월 《법창에 부는 바람》(삼민사)
- 1988년 3월 《저작권의 법제와 실무》(삼민사)
- 1990년 5월 《갈망의 노래》(범우사)
- 1994년 12월 《한 변호사의 초상》(범우사)
- 1994년 12월 《분단시대의 피고들》(범우사)
- 1996년 11월 《정보화시대의 저작권》(나남)
- 1997년 6월 《불행한 조국의 임상노트》(일요신문)
- 2000년 9월 《법이 있는 풍경》(일요신문사)
- 2002년 5월 《내 마음속의 그들》(범우사)
- 2003년 5월 《역사의 길목에서》(나남)
- 2005년 9월 《산민객담》(범우사)
- 2006년 11월 《분단시대의 법정》(범우사)
- 2006년 11월 《한승헌 변호사 변론 사건 실록》(전7권 범우사)
- 2007년 9월 《한승헌 변호사의 유머기행》(범우사)
- 2007년 10월 《글로벌 시대의 한국과 한국인》(아카넷)
- 2008년 8월 《법창으로 보는 세계명작》(범우)
- 2009년 11월 《한 변호사의 고백과 증언》(한겨레출판)
- 2010년 9월 《한승헌 변호사 스피치의 현장》(매경출판)
- 2012년 5월 《한 변호사의 고백과 증언》(한겨레출판)
- 2012년 9월 《그 남자 문재인》(함께만드는 세상)
- 2012년 10월 《유머수첩》(범우)
- 2013년 11월 《피고인이 된 변호사》(범우)
- 2013년 11월 《권력과 필화》(문학동네)
- 2014년 2월 《한국의 법치주의를 검증한다》(범우사)
- 2016년 3월 《재판으로 본 한국현대사》
- 2016년 10월 시집《하얀 목소리》(서정시학)
- 2017년 10월 《한승헌 수필선집》(지식을 만드는 지식)
- 2018년 5월 《법치주의여, 어디로 가시나이까》
- 2018년 9월 《갈망의 노래》(범우사)

## 수상
- 1994년 중앙언론문화상
- 1999년 청조근정훈장
- 2007년 제2회 임창순학술상
- 2018년 국민훈장 무궁화장